# Schloss Weikersdorf

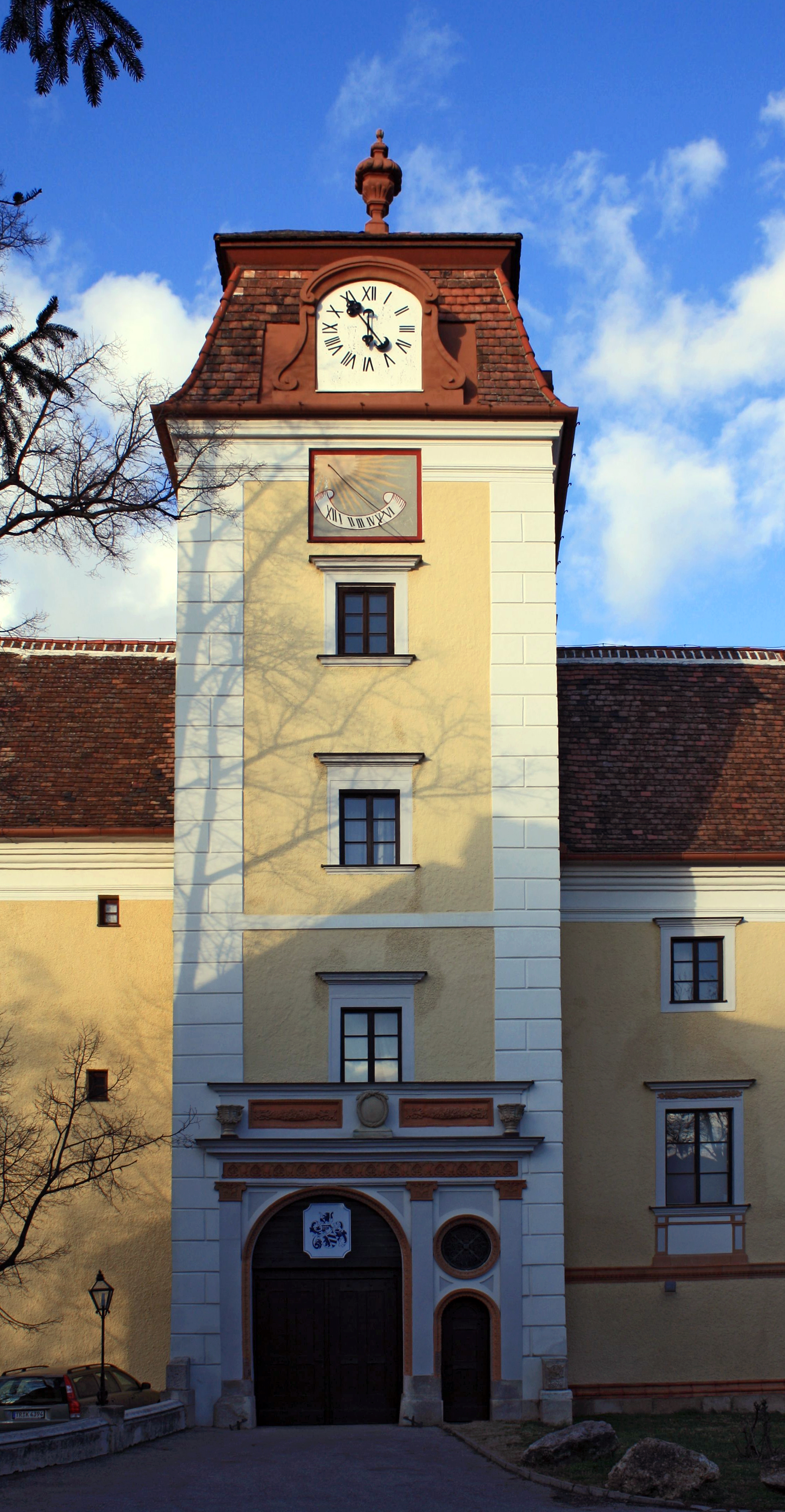
Schloss mit Turmpartie, 2009

Das Schloss Weikersdorf ist ein ehemals von einem Wassergraben umgebenes, zuletzt als Hotel genutztes Renaissanceschloss in Baden in Niederösterreich.

## Geschichte
Wann genau die dem Bauwerk zugrunde liegende Wasserburg Weikhardsdorf erbaut wurde, ist nicht bekannt, ebenso wenig wann der namensgebende Grundherr Weikhard lebte. Der in Urkunden des frühen 12. Jahrhunderts erscheinende Hugo von Weikersdorf ist wahrscheinlich identisch mit dem im Jahr 1114 erstmals erwähnten Hugo von Leuisdorf (Schloss Leesdorf, ebenfalls bei Baden gelegen) und dem ab 1136 unter dem Namen Hugo von Liechtenstein († 1156) auftretenden Edelfreien, der im Gefolge des Markgrafen Diepold III. von Cham und Vohburg (aus dem Hause der Diepoldinger-Rapotonen) nach Österreich gekommen war. Von diesem erhielt er die Herrschaft Petronell als Lehen, von den österreichischen Herzögen aus dem Haus der Babenberger (Leopold III., Leopold IV. und Heinrich II.) aber weitere Güter, darunter wohl auch Leesdorf und Weikersdorf. Um 1122–36 erbaute er die Burg Liechtenstein, die sich etwa 10 km nördlich bei Mödling befindet und nach der er sich dann benannte. Er gilt als der Stammvater des Hauses Liechtenstein.
Heinrich und Albero von Weikersdorf waren 1268 im Besitz der Herrschaft Weikersdorf. Ungeklärt ist, ob sie Ministerialen oder ein verwandter Zweig der Liechtensteiner waren. 1450 ist Hans Hager Herr auf Weikersdorf am Anger.

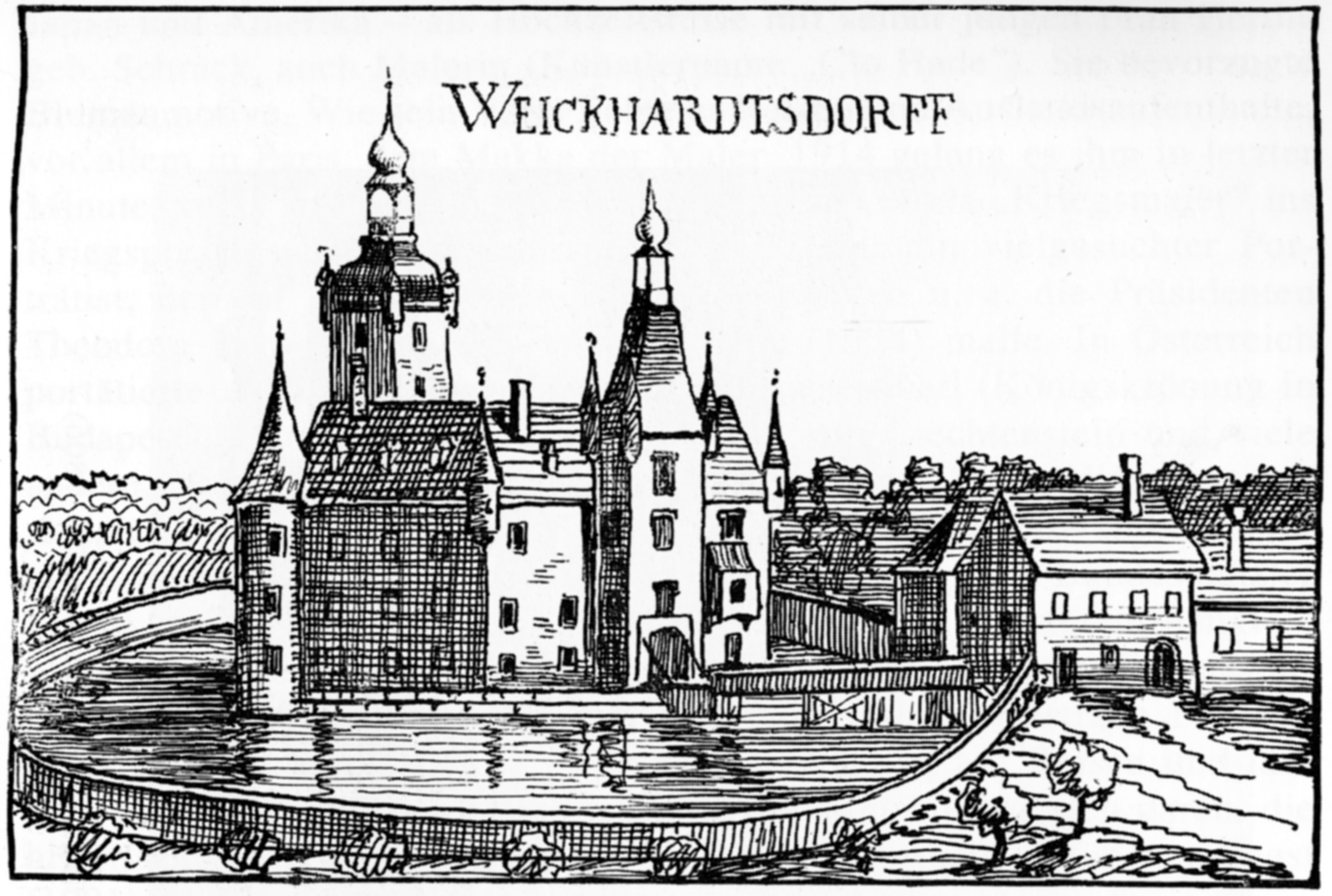
Schloss Weikersdorf nach Georg Matthäus Vischer, 1672

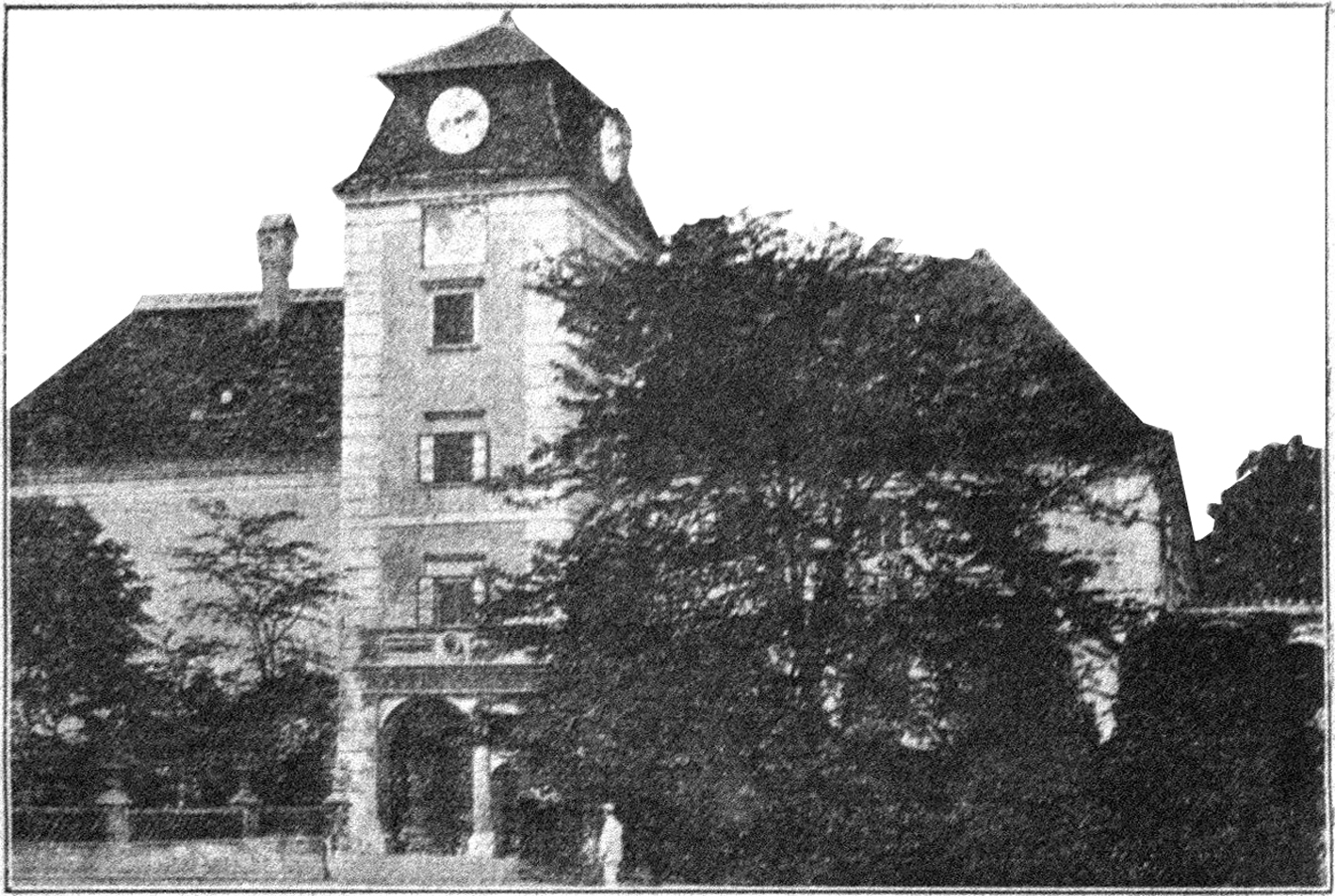
Schloss Weikersdorf vor dem Turmbrand am 31. Jänner 1909

Die Burg war auch im Besitz von Matthias Corvinus. Nach dessen Tod fiel sie dem Kaiser zu, der sie seinerseits seinem Forstmeister Kallenberg zuwies. Nach den beiden Türkenbelagerungen im Jahr 1529 und 1683 wechselte die Burg mehrmals den Besitzer, wobei sie ab 1579 zu einem Schloss samt Arkadenhof im Renaissancestil umgebaut wurde.
Bei der Zweiten Türkenbelagerung 1683 wurden sämtliche Herrschaftsakten vernichtet, so wurden 1705 durch Franz Quarient neue Grundbücher angelegt, die heute eine wichtige Geschichtsquelle darstellen.
Ab 1692 wurde das Bauwerk barockisiert: Im ersten Obergeschoß wurden die Decken stuckiert, der Torturm erhielt eine Fassade vorgeblendet, der ehemalige Bergfried wurde bis auf Traufhöhe abgetragen. 1859/60 erfolgten zahlreiche Umbau- und Renovierungsarbeiten, unter anderem mit Terracotta-Ausstattung der Firma von Architekt und Tonwarenfabrikant Victor Brausewetter in Kottingbrunn-Wagram. Auch wurden die im 18. Jahrhundert trockengelegten Wassergräben aufgefüllt, eine Loggia an der Südseite des Schlosses angefügt, die Portalzone des Torturms geändert.
1945 von der Sowjetarmee heimgesucht, drohte das Schloss nach der Besatzungszeit zu verfallen, sodass es einschließlich des Parks (insgesamt ca. 30.000 m²) von der Gemeinde Baden per 30. Juni 1966 (um fünf Millionen Schilling) erworben und 1968–71 baulich gesichert wurde. Von der Stadt Baden kamen die Liegenschaften am 9. März 1973 im Kaufswege an den Industriellen Wilhelm Papst. Auf dessen (von seiner Frau Lotte gestützten) Initiative wurde das Schloss renoviert (Architekt: Herbert Ortner sen.) und zu einem Schlosshotel erweitert. Teil der Generalsanierung war die Verlegung des Mühlbach-Betts sowie der Zubau von Sporttrakt, Tennishalle und Bettentrakt im Osten. Am 1. September 1975 ging das Hotel in Betrieb, am 18. Februar 1976 wurde es von Bundesminister für Handel, Gewerbe und Industrie, Josef Staribacher, sowie Landeshauptmann Andreas Maurer als Clubhotel eröffnet. Nach Pleite des Unternehmers Papst, 1990, übernahm mit 1. Jänner 1992 die Austria-Hotel-AG das Clubhotel.
Überregionale Aufmerksamkeit wurde dem Hotel Schloss Weikersdorf insbesondere durch die Euro 2008 zuteil, als die italienische Fußballnationalmannschaft hier Quartier bezog.
Durch einen im Mai 2018 eröffneten Zubau (Planung HOPPE architekten) verfügt das Hotel nun gesamt über 200 Gästezimmer. Es ist derzeit (2024) nicht in Betrieb.